# Cal Tugues
Cal Tugues és una casa de Torreblanca al municipi de Ponts (Noguera) inclosa a l'Inventari del Patrimoni Arquitectònic de Catalunya.

## Descripció
Casa pairal amb mitgera, adaptada al fort desnivell entre dos carrers del poble. És interessant la planta baixa, amb voltes de pedra, i la noble, amb finestres i una balconada que té llindes amb inscripcions.
Les golfes estan cobertes a dues aigües amb teula àrab.

## Història
1769 és la data que hi ha a la llinda del balcó i d'una finestra amb esgrafiats entre els quals destaca un símbol a manera de martell.